# 曼蘇·帕殊提
曼蘇·艾哈邁德·帕殊提（1992年10月25日—）是一名巴基斯坦人权活动家。出生於南瓦济里斯坦特区一個贫穷家庭，帕殊提一家因反恐戰爭而被迫離開家園。
自2014年，他因不滿政府和軍方不公平對待因戰爭而流離失所的普什圖人平民而成立了保護普什圖人運動（Pashtun Tahafuz Movement）。運動要求政府和軍方尊重普什圖人的基本人權和釋放失蹤人士等。
2018年1月，他開始了馬拉松式的抗議活動，並有大量普什圖人出席。巴國政府則指帕殊提及其運動有外國勢力支持。